# Kladušnica
Kladušnica (kyrillisch: Кладушница) ist ein Dorf in der Opština Kladovo und im Bezirk Bor, und somit im Osten Serbiens. 

## Einwohner
Die Volkszählung 2002 (Eigennennung) ergab, dass 727 Menschen im Dorf leben.
Weitere Volkszählungen:
- 1948: 0825
- 1953: 0933
- 1961: 0896
- 1971: 1017
- 1981: 0985
- 1991: 0904